# Takuma Edamura
Takuma Edamura (japanisch 枝村 匠馬 Edamura Takuma; * 16. November 1986 in der Präfektur Shizuoka) ist ein japanischer Fußballspieler.

## Karriere
Edamura erlernte das Fußballspielen in der Jugendmannschaft von Shimizu S-Pulse. Hier unterschrieb er 2005 auch seinen ersten Vertrag. Der Verein spielte in der höchsten japanischen Liga, der J1 League. Für den Verein absolvierte er 175 Erstligaspiele. 2012 wurde er an den Ligakonkurrenten Cerezo Osaka ausgeliehen. Für den Verein absolvierte er 39 Erstligaspiele. 2014 wurde er an den Ligakonkurrenten Nagoya Grampus und Vissel Kobe ausgeliehen. 2015 kehrte er zu Shimizu S-Pulse zurück. Am Ende der Saison 2015 stieg der Verein in die zweite Liga ab. 2016 wurde er mit dem Verein Vizemeister der zweiten Liga und stieg wieder in die erste Liga auf. Für den Verein absolvierte er 79 Ligaspiele. Avispa Fukuoka, ein Zweitligist, lieh ihn die Saison 2018 aus. Nach Vertragsende bei Shimizu unterschrieb er 2019 einen Vertrag beim Zweitligisten Tochigi SC. Nach 28 Zweitligaspielen wechselte er im Januar 2021 nach Fujieda zum Fujieda MYFC.

## Erfolge
Shimizu S-Pulse
- J.League Cup

Finalist: 2008, 2012
- Kaiserpokal

Finalist: 2005, 2010